# Les Fabuleux
Les Fabuleux is de naam van een aantal verschillende kazen van La Gayrie, een producent van biologische melkproducten en kazen in Villeneuve in de Aveyron
De kazen zijn uiteenlopend: ze kunnen zowel van koemelk als van schapenmelk gemaakt zijn.
De kazen zijn allemaal gemaakt van de volle, rauwe melk, en zijn alleen in de omgeving van Villeneueve te vinden.
Kazen die door La Gayrie geproduceerd worden:
- fromage de chevre
een klein geitenkaasje, te vergelijken met de cabécou.
- carré de vache
een jonge kaas van koemelk, geproduceerd op een vergelijkbare wijze als de geitenkaas.